# راش اروپایی
راش اروپایی (نام علمی: Fagus sylvatica) نام یک گونه برگریز از سرده راش خانواده راشیان است. راش اروپایی درختی تنومند است و بلندایش ممکن است تا بیشینه ۵۰ متر و قطر تنه‌اش تا بیشینه ۳ متر هم برسد. این درخت ۱۵۰ تا ۲۰۰ سال عمر می‌کند که البته گونه‌های ۳۰۰ ساله هم ثبت شده‌اند. راش اروپایی برگ‌های ساده‌ای دارد و اندازه رگبرگ‌های هر برگ با توجه به نژادهای مختلف؛ متغیر است.

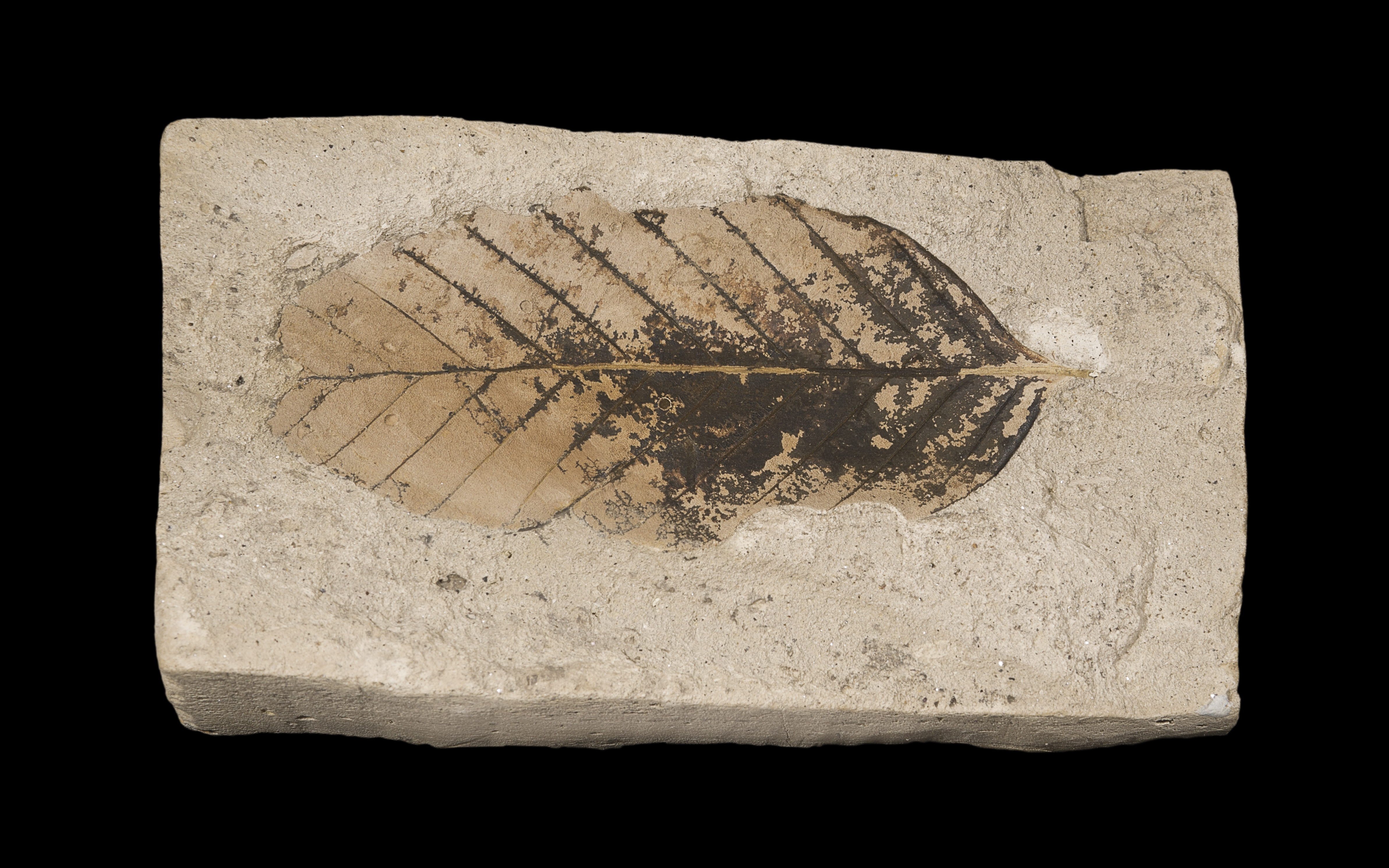
فسیل برگ درخت مربوط به ۲/۵۸۸/۰۰۰ تا ۳/۰۰۰/۰۰۰ سال پیش